# Sacrifice gladiatorial

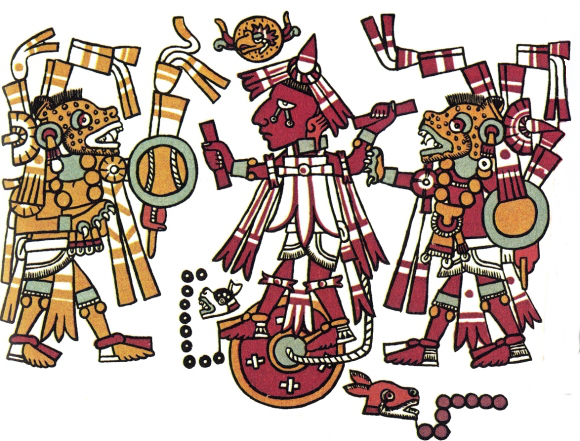
Représentation mixtèque préhispanique d'un sacrifice gladiatorial (détail du folio 89 du Codex Zouche-Nuttall).

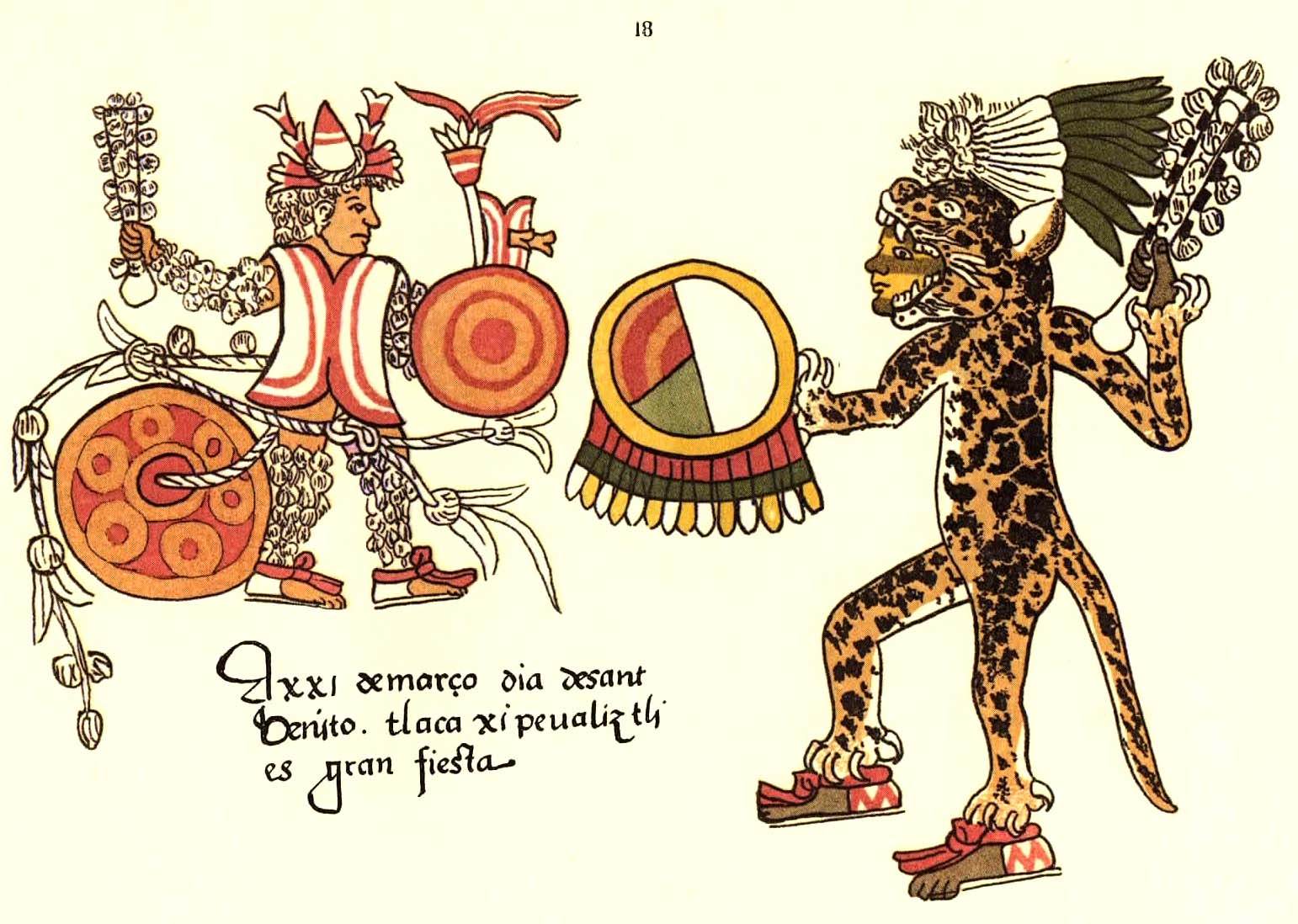
Représentation aztèque coloniale d'un sacrifice gladiatorial célébré pendant la fête de tlacaxipehualiztli. La victime est représentée à gauche, attachée par une corde blanche au temalacatl et armée d'un macuahuitl factice, en train d'affronter un guerrier jaguar brandissant une arme réelle munie de lames d'obsidienne (Codex Magliabechiano, folio 30).

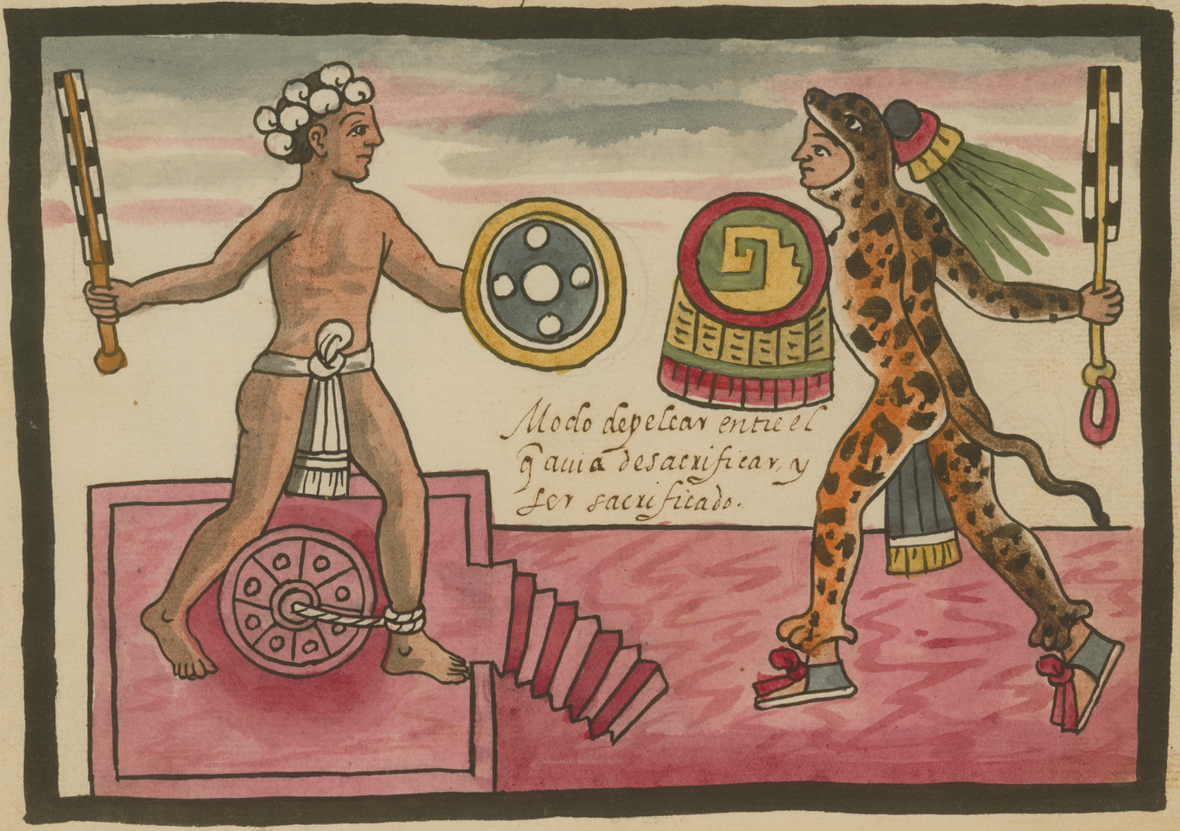
Codex Tovar, folio 134.

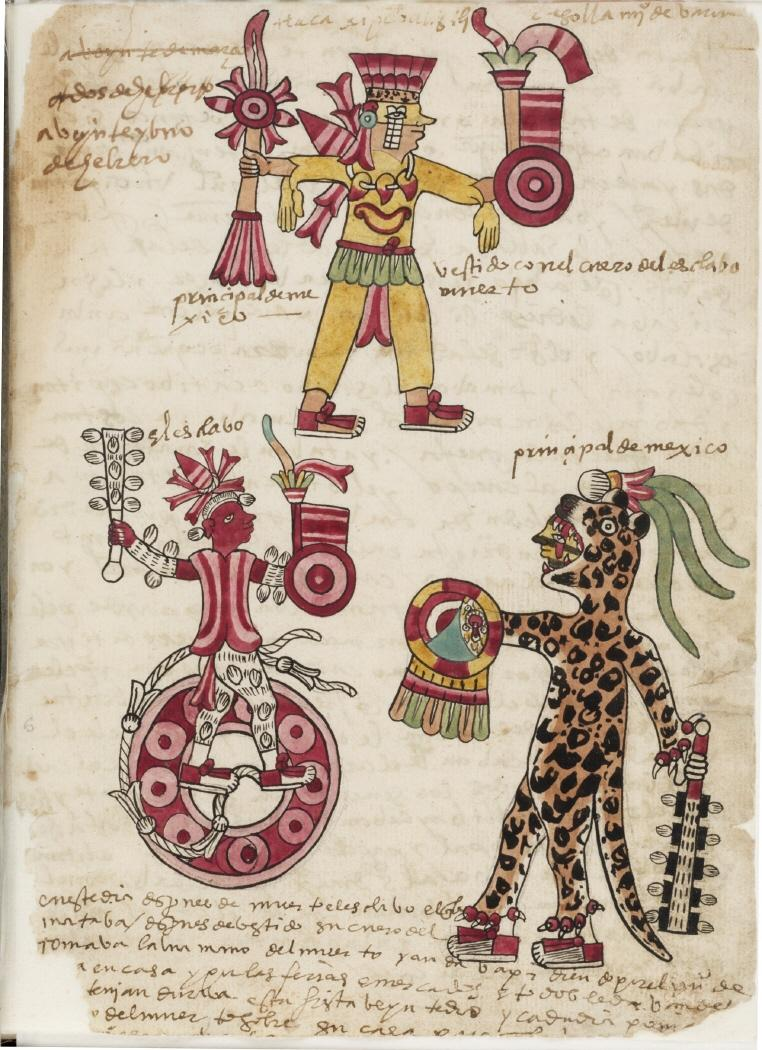
Le recto du folio 12 du Codex Tudela représente un sacrifice gladiatorial (en bas) et un prêtre portant la peau d'une victime de ce sacrifice (en haut).

Le sacrifice gladiatorial (« sacrificio gladiatorio » en espagnol, « tlahuahuanaliztli » en nahuatl) est un rite de sacrifice humain qui a été pratiqué en Mésoamérique.

## Sources
Les sacrifices gladiatoriaux nous sont connus principalement par l'intermédiaire de trois sources coloniales : l’Histoire générale des choses de la Nouvelle-Espagne de Bernardino de Sahagún, ainsi que l’Historia de las Indias de Nueva-España y islas de Tierra Firme de Diego Durán et la Crónica mexicana de Fernando Alvarado Tezozómoc, ces deux dernières sources étant très proches et probablement basées sur l'interprétation d'un hypothétique codex indigène appelé Chronique X.

## Rituel
La victime était armée ; selon Durán, cet équipement militaire était cependant factice et se composait d'une simple épée en bois emplumée, de boules en bois (ou quatre bouts de bois de torche) et d'un bouclier. Tezozómoc n'évoque, pour sa part, comme équipement, qu'une épée en bois « sans lame ni silex » et une « peau de loup ».
La victime était ensuite attachée à une sorte de grande meule de pierre (« temalacatl ») par une corde blanche (appelée « aztamecatl », selon Tezozómoc) passée autour de la taille (selon Sahagún) ou du pied (selon Durán). Selon Sahagún, on lui faisait ingérer, juste avant de l'attacher, une boisson alcoolisée appelée « teuoctli » (le « pulque des dieux »).
Le sacrifié devait alors affronter des guerriers armés d'épées en bois à tranchants d'obsidienne (macuahuitl) ou, selon une scène de tradition mixtèque représentée dans le Codex Zouche-Nuttall, de gants munis de griffes. Ces guerriers étaient nommés en nahuatl « tlahuahuanque » (« rayeurs »), du nom du rituel (« tlahuahuanaliztli » signifie, selon Alonso de Molina, « acte de ratisser, ou de rayer quelque chose »).
Selon Michel Graulich, dans la tradition aztèque, le premier adversaire était un guerrier aigle ; si le sacrifié lui survivait, il devait ensuite affronter un guerrier jaguar, puis éventuellement un second guerrier aigle et un second guerrier jaguar, et si cela ne suffisait pas c'est un gaucher (symbole de Huitzilopochtli) qui l'achevait. Selon certaines sources, si le prisonnier survivait à ce cinquième combat, il était relâché et gagnait sa liberté.
Une fois la victime vaincue, les prêtres (le « youallaua » et ses quatre assistants) procédaient à sa cardiectomie à l'aide d'un « ixquacac », puis à sa décapitation. La victime était ensuite écorchée et sa peau portée par un prêtre pendant un mois.

## Cadre cérémoniel
Ce rituel était célébré dans la religion aztèque, pendant la fête de « tlacaxipehualiztli » (« écorchement des hommes ») et lors des cérémonies de consécration du Templo Mayor, dont il constituait le rite le plus important.

## Signification
Selon Michel Graulich, ce rite aurait pu être une reconstitution du mythe, raconté dans la légende des soleils, du massacre des quatre cents « mimixcoah » ordonné par Tonatiuh.

#### Études contemporaines
- (es) Isabel Bueno Bravo, « El sacrificio gladiatorio y su vinculación con la guerra en la sociedad mexicana », Gladius, CSIC, vol. XXIX,‎ 2009, p. 185-204 (lire en ligne).
- Jean-François Genotte, « Le "sacrificio gladiatorio" : les manuscrits pictographiques du Mexique ancien comme sources de réflexion. De l'image-texte à l'image-support du texte », dans XXVII Congreso Internacional de Americanística, 2005 (ISBN 88-8234-366-9), p. 333-340.
- (es) Carlos Javier González González, « Algunas ideas sobre la presencia del zapote en el culto a Xipe Tótec », Estudios Mesoamericanos, vol. 6,‎ 2004, p. 38-47 (lire en ligne).
- (en) Carlos Javier González González, « The Xipe Tótec cult and Mexica military promotion », dans Fanning the Sacred Flame : Mesoamerican Studies in Honor of H. B. Nicholson, O'Reilly Media, 2012 (lire en ligne), p. 333-353.
- (es) Carlos Javier González González, « El sacrificio humano como generador de prestigio social. Los mexicas y el llamado sacrificio gladiatorio », dans El sacrificio humano en la tradición religiosa mesoamericana, INAH, 2010.
- (es) Yolotl González Torres, El sacrificio humano entre los mexicas, Mexico, Fondo de Cultura Económica & INAH, 1985 (réimpr. 2003), 1re éd., 329 p. (ISBN 978-968-16-1695-3, LCCN 85212259), p. 229-233.
- Michel Graulich, « Tlacaxipehualiztli ou la fête aztèque de la moisson et de la guerre », Revista española de antropología americana, Université complutense de Madrid, vol. XIL,‎ 1982 (lire en ligne).
- Michel Graulich, Le sacrifice humain chez les Aztèques, Paris, Fayard, 2005, 415 p..
- (es) Silvia Limón Olvera, La religión de los pueblos nahuas, Madrid, Trotta, 2008, 359 p. (ISBN 978-84-8164-972-7).
- (es) Guilhem Olivier, Símbolos de Poder en Mesoamérica, UNAM, 2008, 551 p. (ISBN 978-970-32-4461-4).

#### Sources coloniales
- (es) Diego Durán, Historia de las Indias de Nueva-España y islas de Tierra Firme, J.M. Andrade et F. Escalante, 1867 (lire en ligne).
- Bernardino de Sahagún, Histoire générale des choses de la Nouvelle-Espagne [« Historia general de las cosas de Nueva España »].
- (es) Hernando de Alvarado Tezozómoc, Crónica mexicana, Barcelone, Red-ediciones, 2008, 406 p. (ISBN 978-84-9816-856-3, lire en ligne), p. 100-102.